# Amenardis I

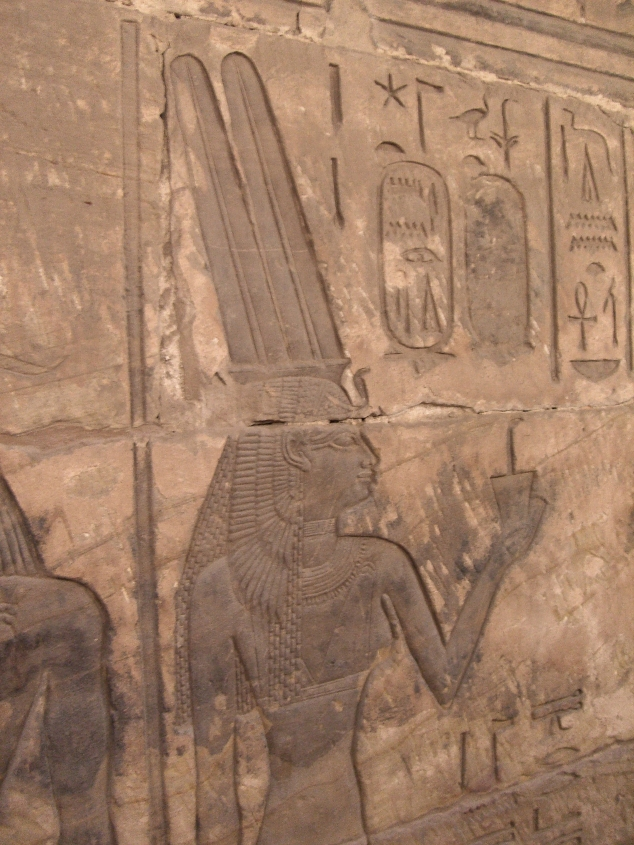
Amenardis I, como Divina Adoratriz de Amón, haciendo una ofrenda.

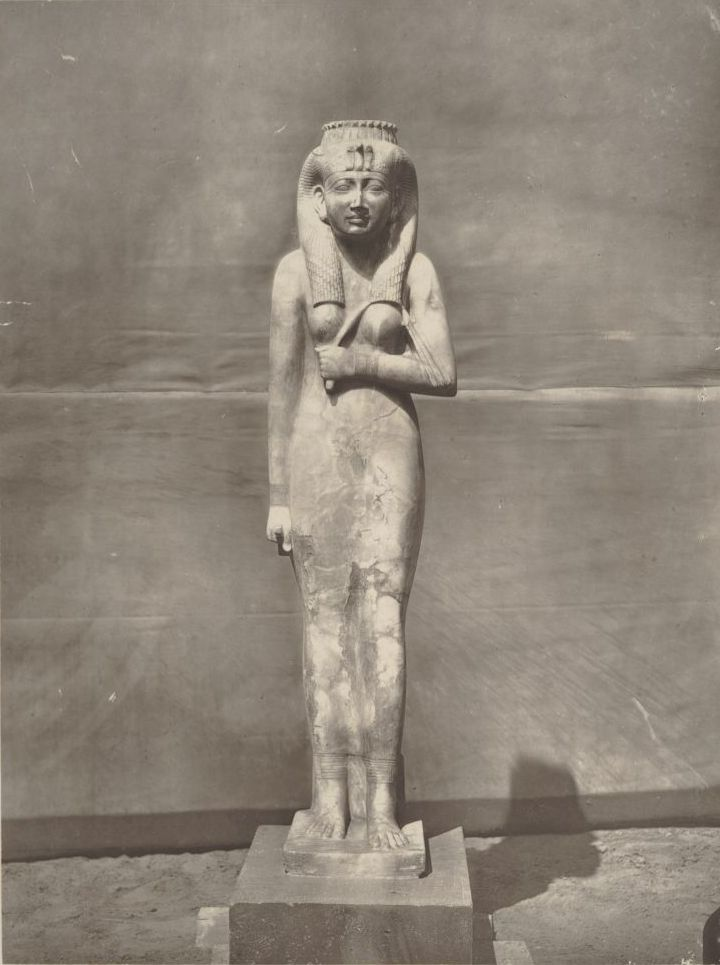
Estatua de Amenardis I. Dinastía XXV.

Amenardis I (Janeferumut o Hatneferumut) fue una Esposa del dios Amón en el Antiguo Egipto y princesa cusita, hija del faraón Kashta y de la reina Pebatjma. Es probable que haya sido hermana de los faraones Shabaka y Piye.
Kashta dispuso que Amenardis I fuese adoptada por la Divina Adoratriz de Amón, Shepenupet I, en Tebas como su sucesora. Esto demuestra que Kashta ya controlaba el Alto Egipto antes del reinado de Piye, su sucesor.
Amenardis gobernó como gran sacerdotisa aproximadamente entre el 714 y el 700 a. C., bajo el reinado de Shabaka y Shabataka, y adoptó a la hija de Piye, Shepenupet II como su sucesora. 

## Tumba
A su muerte, fue enterrada en una tumba en el recinto del gran templo de Medinet Habu. Se han encontrado numerosas estatuas suyas en el templo de Montu (Karnak).
Su tumba se encuentra en el interior del gran templo de Medinet Habu, en la orilla occidental del Nilo, entre una necrópolis de princesas divinas adoratrices de Amón. De hecho, era costumbre en la Baja Época instalar necrópolis de príncipes y reyes en los templos de las grandes ciudades del país, como Tanis y Sais. Estas tumbas fueron excavadas en el suelo, y estaban coronadas por una capilla funeraria que permitía asegurar el culto a los difuntos.
Aunque en las ciudades del delta del Nilo estas capillas no han sobrevivido, en Medinet Habu se han conservado en relativas buenas condiciones, permitiendo, por comparación, restaurar el aspecto de las necrópolis reales tardías.
También se la representa en el templo de Osiris-Hekadyet ("Osiris gobernante de la Eternidad") en el complejo del templo de Karnak y en Uadi Gasus, junto a Shepenupet I. Además es mencionada en dos mesas de ofrendas, cinco estatuas, una estela y varios pequeños objetos incluyendo escarabeos.
| t | G14 | F35 | F35 | F35 | N28 |

| t | G14 | F35 | F35 | F35 | N28 |

| i | mn · n | D4 | X8 | s |

| i | mn · n | D4 | X8 | s |

| Predecesor: Shepenupet I | Esposa del dios Amón | Sucesor: Shepenupet II |

| Predecesor: Shepenupet I | Divina Adoratriz de Amón | Sucesor: Shepenupet II |

## Cráter de Venus
El cráter de Venus, Amenardes, se denomina así, en su honor.